# Список епископов Русской православной церкви заграницей
Список митрополитов, архиепископов и епископов Русской Православной Церкви Заграницей с 1920 года. Список разделён на две основные части: Ныне живущие архиереи и умершие архиереи.
На 17 мая 2022 года Русской Православной Церкви Заграницей насчитывала 17 архиереев. Это 8 правящих архиереев, 5 викарных архиереев и 4 архиерея на покое.
Старейший по возрасту архиерей Русской Православной Церкви Заграницей — митрополит Марк (Арндт), Берлинский и Германский (1941 года рождения); самый молодой — епископ Иов (Бандман), епископ Штутгартский (1982 года рождения).
Старейший по хиротонии архиерей Русской Православной Церкви Заграницей — митрополит Марк (Арндт), Берлинский и Германский (хиротонисан 30 ноября 1980 года).

## Ныне живущие

### Правящие архиереи

#### Первоиерарх
- Николай (Ольховский), митрополит Восточно-Американский и Нью-Йоркский, Первоиерарх РПЦЗ (29 июня 2014 года; на кафедре с 18 сентября 2022 года)

#### Митрополит
- Марк (Арндт), митрополит Берлинский и Германский (30 ноября 1980 года; на кафедре с 28 сентября 1982 года)

#### Архиепископы
- Кирилл (Дмитриев), архиепископ Сан-Францисский и Западно-Американский (7 июня 1992 года; на кафедре с 17 октября 2000 года)
- Гавриил (Чемодаков), архиепископ Монреальский и Канадский (7 июля 1996 года; на кафедре с 14 мая 2008 года)
- Георгий (Шейфер), архиепископ Сиднейский и Австралийско-Новозеландский (7 декабря 2008 года; на кафедре с 23 сентября 2022 года)

#### Епископы
- Иоанн (Берзинь), епископ Каракасский и Южно-Американский (21 июня 2008 года; на кафедре со дня хиротонии)
- Ириней (Стинберг), епископ Лондонский и Западно-Европейский (6 ноября 2016 года; на кафедре с 27 июня 2018 года)

### Викарные архиереи
- Феодосий (Иващенко), епископ Сиэтлийский, викарий Сан-Францисской епархии (7 сентября 2008 года; на кафедре со дня хиротонии)
- Александр (Эчеваррия), епископ Вевейский, викарий Лондонской и Западно-Европейской епархии (20 января 2019 года; на кафедре со дня хиротонии)
- Лука (Мурьянка), епископ Сиракузский, викарий Восточно-Американской епархии (12 февраля 2019 года; на кафедре со дня хиротонии)
- Иаков (Корацца), епископ Сонорский, викарий Западно-Американской епархии (6 ноября 2019 года, на кафедре со дня хиротонии)
- Иов (Бандман), епископ Штутгартский, викарий Берлинской епархии (10 декабря 2020 года; на кафедре со дня хиротонии)

### Архиереи на покое
- Иона (Паффхаузен), митрополит, бывший архиепископ Вашингтонский, митрополит всея Америки и Канады (1 ноября 2008 года[1]; на покое с 15 июня 2015 года)
- Михаил (Донсков), архиепископ, бывший Мёдонский, викарий Женевской и Западно-Европейской епархии (12 июля 1996 года; на покое с марта 2018 года)
- Николай (Сораич), епископ, бывший Ситкинский, Анкориджский и Аляскинский (22 апреля 2001 года[1]; на покое с 24 марта 2014 года)
- Иероним (Шо), епископ, бывший Манхэттенский, викарий Восточно-Американской епархии (10 декабря 2008 года; на покое с 10 июля 2013 года)

### Бывшие архиереи

#### Запрещённые в священнослужении
- Вениамин (Русаленко), епископ, бывший Черноморский и Кубанский (28 ноября 1990 года; запрещён в священнослужении Синодом РПЦЗ 15 мая 2002 года). Сейчас состоит в неканонической Русской истинно-православной церкви, сана формально не лишён.

#### Лишённые сана
- Агафангел (Пашковский), бывший епископ Одесский и Таврический (27 марта 1994 года; 19 апреля 2007 года — запрещён в священнослужении, 1 сентября 2009 года — лишён священного сана).

## Умершие

### Первоиерархи
- Антоний (Храповицкий), митрополит Киевский и Галицкий († 28 июля/10 август 1936)
- Анастасий (Грибановский), митрополит Кишинёвский и Хотинский († 9/22 мая 1965)
- Филарет (Вознесенский), митрополит Восточно-Американский и Нью-Йоркский († 8/21 ноября 1985)
- Виталий (Устинов) митрополит б. Восточно-Американский и Нью-Йоркский († 12/25 сентября 2006 года)
- Лавр (Шкурла), митрополит Восточно-Американский и Нью-Йоркский († 3/16 марта 2008)
- Иларион (Капрал), митрополит Восточно-Американский и Нью-Йоркский, († 3/16 мая 2022)

### Прочие митрополиты
- Мефодий (Герасимов), митрополит Харбинский и Маньчжурский († 15/28 марта 1931)
- Иннокентий (Фигуровский), митрополит Пекинский и Китайский († 15/28 июня 1931)
- Серафим (Ляде), митрополит Берлинский и Германский († 1/14 сентября 1950)
- Пантелеимон (Рожновский), митрополит б. Минский и Белорусский († 17/30 декабря 1950)
- Августин (Петерсон), митрополит б. Рижский и всея Латвии († 4 октября 1955)
- Виссарион (Пую), митрополит, б. Западно-Европейской румынской епархии († 13 августа 1964)

### Архиепископы
- Симон (Виноградов), архиепископ Пекинский и Китайский († 11/24 февраль 1933)
- Гавриил (Чепур), архиепископ б. Челябинский и Троицкий († 1/14 марта 1933)
- Аполлинарий (Кошевой), архиепископ Северо-Американский и Канадский († 6/19 июня 1933)
- Сергий (Петров), архиепископ б. Черноморский и Новороссийский († 11/24 января 1935)
- Дамиан (Говоров), архиепископ б. Царицынский († 6/19 апреля 1936)
- Феофан (Быстров) архиепископ б. Полтавский и Переяславский († 6/19 февраля 1940)
- Феофан (Гаврилов), архиепископа б. Курский и Обоянский († 18 июня 1943)
- Тихон (Лященко), архиепископ б. Берлинский и Германиский († 11/24 февраль 1945)
- Арсений (Чаговец), архиепископ б.  Детройтский и Кливлендский († 4 октября 1945)
- Григорий (Остроумов), архиепископ Каннский и Марсельский († 7 июля 1947)
- Венедикт (Бобковский), архиепископ Берлинский и Германский († 21 августа/3 сентября 1951)
- Феодор (Рафальский), архиепископ Сиднейский и Австралийско-Новозеландский († 23 апреля/6 мая 1955)
- Иоасаф (Скородумов), архиепископ Аргентинский и Парагвайский († 13/26 ноября 1955)
- Иероним (Чернов), архиепископ Детройтский и Флинтский († 1/14 мая 1957)
- Григорий (Боришкевич), архиепископ Чикагский и Кливлендский († 13/26 октября 1957)
- Виталий (Максименко), архиепископ Восточно-Американский и Джерзейситский († 8/21 марта 1960)
- Тихон (Троицкий), архиепископ Западно-Американский и Сан-Францисский († 17/30 марта 1963)
- Стефан (Севбо), архиепископ Венский и Австрийский († 12/25 января 1965)
- Иоанн (Максимович), архиепископ Западно-Американский и Сан-Францисский († 19 июня/2 июля 1966)
- Феодосий (Самойлович), архиепископ Сан-Паульский и Бразильский († 13/29 февраля 1968)
- Леонтий (Филиппович), архиепископ Буэнос-Айресский, Аргентинский и Парагвайский († 19 июня/2 июля 1971)
- Александр (Ловчий), архиепископ Берлинский и Германский († 29 августа/11 сентября 1973)
- Амвросий (Мережко) архиепископ б. Питтсбургский и Пенсильванский († 26 ноября/9 декабря 1975)
- Аверкий (Таушев), архиепископ Сиракузский и Троицкий († 31 марта/13 апрель 1976)
- Савва (Раевский), архиепископ Сиднейский и Австралийско-Новозеландский († 4/17 апреля 1976)
- Никон (Рклицкий), архиепископ Вашингтонский и Флоридский († 22 августа/4 сентября 1976)
- Никодим (Нагаев), архиепископ Ричмондский и Британский († 4/17 октября 1976)
- Андрей (Рымаренко), архиепископ Роклендский († 29 июня/12 июля 1978)
- Феодосий (Путилин), архиепископ Сиднейский и Австралийско-Новозеландский († 31 июля/13 август 1980)
- Афанасий (Мартос), архиепископ Буэнос-Айресский и Аргентинский († 21 октября/3 ноября 1983)
- Филофей (Нарко), архиепископ Берлинский и Германский († 11/24 сентября 1986)
- Нафанаил (Львов), архиепископ Венский и Австрийский († 27 октября/8 ноября 1986)
- Серафим (Иванов), архиепископ Чикагский, Детройтский и Среднеамериканский († 12/25 июля 1987)
- Антоний (Бартошевич), архиепископ Женевский и Западно-Европейский († 19 сентября /2 октября 1993)
- Павел (Павлов) архиепископ б. Сиднейский и Австралийско-Новозеландский († 2/15 февраля 1995)
- Антоний (Синкевич), архиепископ Лос-Анжелосский и Южно-Калифорнийский († 18/31 июля 1996)
- Серафим (Свежевский) архиепископ б. Каракасский и Венесуэльский († 31 августа/13 сентября 1996)
- Антоний (Медведев), архиепископ Западно-Американский и Сан-Францисский († 23 сентября 2000)
- Серафим (Дулгов) архиепископ б. Брюссельский и Западной Европы († 11/24 ноября 2003)
- Алипий (Гаманович), архиепископ бывший Чикагский и Средне-Американский († 28 апреля 2019)
- Агапит (Горачек), архиепископ Штутгартский († 28 мая 2020)

### Епископы
- Михаил (Богданов), епископа б. Владивостокский и Приморский († 9/22 июля 1925)
- Михаил (Космодемьянский), епископ Александровский († 9/22 сентября 1925)
- Иона (Покровский), епископ Ханькоуский († 7/20 октября 1925)
- Илия (Геваргизов), епископ Супурганский и Урмийский († декабрь 1928)
- Николай (Карпов), епископ Лондонский († 28 сентября/11 октября 1932)
- Антоний (Дашкевич) епископ б. Алеутский и Аляскинский († 15 марта 1934)
- Горазд (Павлик), епископ Чешский и Моравско-Силезский († 4 сентября 1942)
- Василий (Павловский), епископ Венский и Австрийский († 10/23 октября 1945)
- Евлогий (Марковский), епископ б. Каракасасский и Венесуэльский († 24 марта 1951)
- Леонтий (Бартошевич), епископ Женевский († 6/19 августа 1956)
- Иоанн (Геваргизов), епископ б. Урмийский и Салмасский († 1960)
- Агапит (Крыжановский), епископ б. Гоянийский († 27 августа/9 сентября 1966)
- Савва (Сарачевич), епископ б. Эдмонтонский († 17/30 января 1973)
- Нектарий (Концевич), епископ Сеатлийский († 4/26 января 1983)
- Никандр (Падерин), епископ Сан-Паульский и Бразильский († 2/19 декабря 1987)
- Иннокентий (Петров), епископ Буэнос-Айресский, Аргентинский и Парагвайский († 10/23 декабря 1987)
- Иоанн (Лёгкий), епископ Роклендский († 20 февраля/5 марта 1995)
- Григорий (Граббе) епископ б. Вашингтонский и Флоридский († 24 сентября/7 октября 1995)
- Константин (Ессенский) епископ б. Бостонский († 18/31 мая 1996)
- Митрофан (Зноско-Боровский), епископ Бостонский († 15 февраля 2002)
- Александр (Милеант), епископ Буэнос-Айресский и Южно-Американский († 18 сентября 2005)
- Амвросий (Кантакузен), епископ б. Женевский и Западноевропейский († 22 июля 2009)
- Даниил (Александров), епископ Ирийский († 26 апреля 2010)
- Варнава (Прокофьев), бывший епископ Каннский, лишён сана в 2014 году

### Покинувшие РПЦЗ
- Митрофан (Абрамов), перешёл в Сербский патриархат в 1922 году
- Вениамин (Федченков), перешёл в Константинопольский патриархат в 1923 году
- Платон (Рождественский), перешёл в Североамериканскую митрополию в 1924 году
- Евфимий (Офейш), перешёл в Североамериканскую митрополию в 1924 году
- Евлогий (Георгиевский), перешёл в Западноевропейскую митрополию в 1926 году
- Владимир (Тихоницкий), перешёл в Западноевропейскую митрополию в 1926 году
- Сергий (Королёв), перешёл в Западноевропейскую митрополию в 1926 году
- Адам (Филипповский), епископ Питтсбургский; отделился в 1931 году, юрисдикция неизвестна
- Гермоген (Максимов), ушёл в раскол (Хорватская ПЦ) в 1942 году
- Мелетий (Заборовский), перешёл в РПЦ в 1945 году
- Виктор (Святин), перешёл в РПЦ в 1945 году
- Нестор (Анисимов), перешёл в РПЦ в 1945 году
- Ювеналий (Килин), перешёл в РПЦ в 1945 году
- Димитрий (Вознесенский), перешёл в РПЦ в 1945 году
- Алексий (Пантелеев), перешёл в РПЦ в 1945 году
- Серафим (Лукьянов), перешёл в РПЦ в 1945 году
- Серафим (Соболев), перешёл в РПЦ в 1945 году
- Филипп (Гарднер), епископ Потсдамский. Лишён сана и монашества в 1945 (?) году.
- Николай (Оно), перешёл в РПЦ в 1946 году
- Макарий (Ильинский), перешёл в РПЦ в 1946 году
- Феофил (Пашковский), перешёл в Северо-Американскую митрополию в 1946 году
- Леонтий (Туркевич), перешёл в Северо-Американскую митрополию в 1946 году
- Вениамин (Басалыга), перешёл в Северо-Американскую митрополию в 1946 году
- Иоанн (Злобин), епископ Ситкинский и Аляскинский, перешёл в Северо-Американскую митрополию в 1946 году
- Александр (Иноземцев), исключён в 1946 году из церковного общения.
- Димитрий (Маган), перешёл в Северо-Американскую митрополию в 1948 году
- Пантелеимон (Рудык), перешёл в РПЦ в 1959 году
- Иаков (Тумбс), епископ Манхеттенский; ушёл в раскол («Православная Американская церковь») в 1959 году
- Иоанн-Нектарий (Ковалевский), епископ Сен-Денийский, ушёл в раскол («Французская католическая православная церковь») в 1966 году
- Иаков (Аккерсдайк), епископ Гаагский, перешёл в РПЦ в 1972 году
- Феофил (Ионеску), епископ Детройтский, перешёл в Румынский патриархат в 1972 году
- Кирилл (Йончев), епископ Толедский, перешёл в ПЦА в 1976 году
- Валентин (Русанцов), епископ Суздальский и Владимирский, ушёл в раскол (РПАЦ) в 1994 году
- Лазарь (Журбенко), ушёл в раскол (РПЦЗ(В)) в 2001 году
- Евтихий (Курочкин), перешёл в Московский Патриархат в 2007 году